# Thomas Braichet
Thomas Braichet est un écrivain français né le 21 mai 1977 en à Bois-Guillaume et mort le 5 avril 2008 à Lyon,.

## Parcours
Thomas Braichet commence par la musique, jouant dans divers groupes. Il entre aux Beaux-arts en 1996. Sa formation l'amène à réfléchir sur les relations entre le lisible et l'audible, et l'ensemble des différences qui s'y opèrent. C'est en ce sens qu'il travaillera notamment sur la typographie, ce qui se retrouvera dans son travail d'écriture ultérieur, du fait que pour ses livres il invente de nouvelles polices de caractère. 
Il obtient le DNSEP en 2002. Puis, parallèlement à un post-diplôme à l'Atelier National de Recherche Typographique.
Il rejoint la revue de poésie BoXoN en 2002.
Croisant ses recherches graphiques à son intérêt pour la musique et les recherches sonores d'une manière générale, à partir de 2000, il va explorer les possibilités de relation entre le son et l'écriture, à travers la narration d'histoire.
En 2008, après avoir publié deux audiolivres chez POL, il meurt d'un cancer à l'âge de 30 ans.

## Œuvres
- Conte de F__, POL, 2007,  (ISBN 2-84682-161-5)
- On va pas sortir comme ça on va pas rentrer, POL, 2004,  (ISBN 2-84682-009-0)